# 百万遍交差点

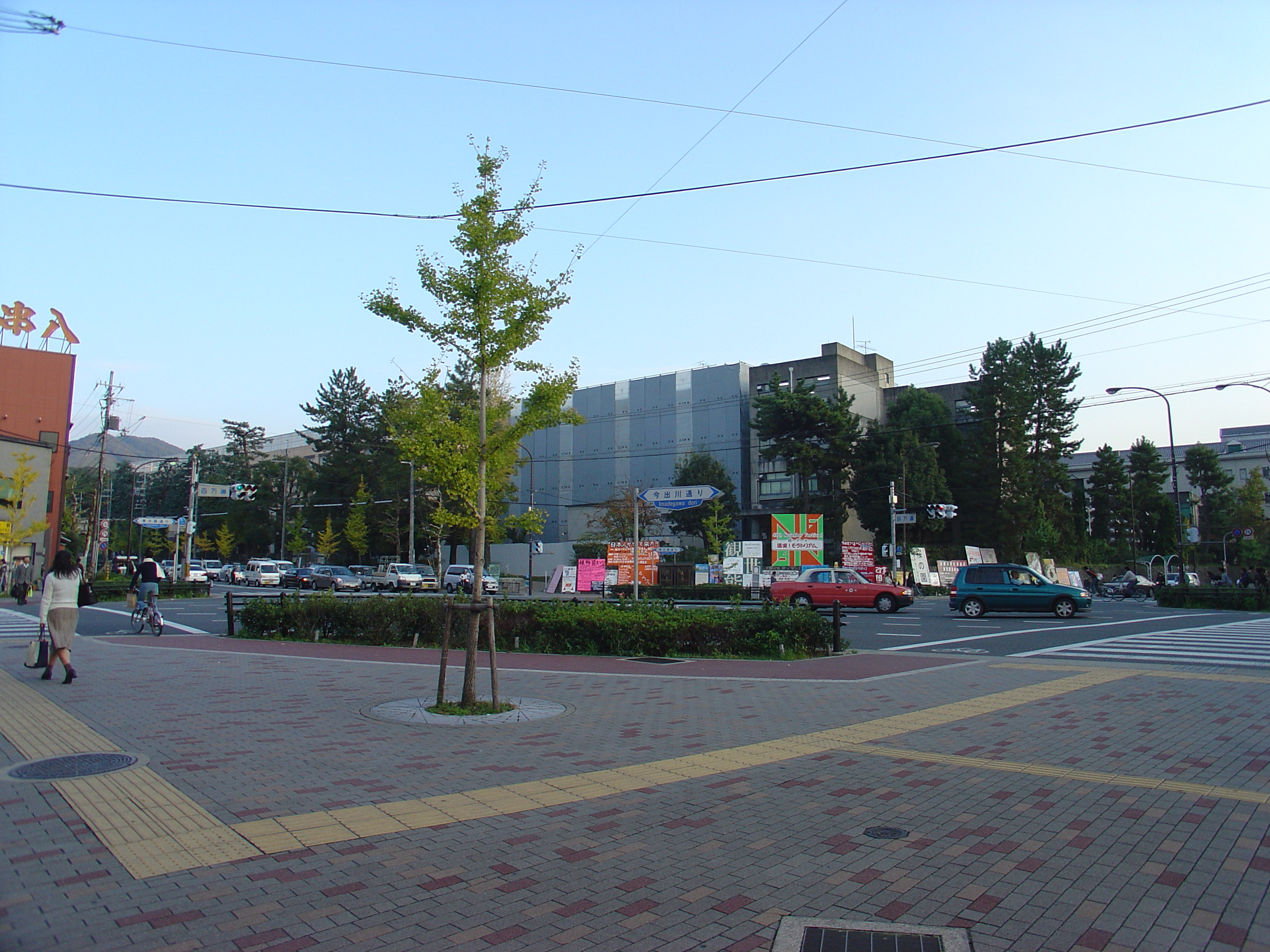

百万遍交差点（ひゃくまんべんこうさてん）是日本京都府京都市左京区的一个交叉路口，为東西走向的今出川通（京都府道101号銀閣寺宇多野線）与南北走向的東大路通（京都市道181号京都環状線）的交点位置。
「百万遍」的名称来源于交叉路口东北的知恩寺的通称「百万遍知恩寺」。元弘元年（1331年）瘟疫大流行，知恩寺的善阿空円发起“百萬遍念佛
”。待疫情平息以后，後醍醐天皇就将百万遍的名号賜给该寺。
百万遍并非正式的地名，但是交叉路口附近的地区也通称为「百万遍」。